# Geistlicher Rat
Geistlicher Rat ist ein Ehrentitel, der in der altkatholischen, evangelischen und römisch-katholischen Kirche durch eine vorgesetzte kirchenleitende Person oder Institution, in der Regel durch einen Bischof, verliehen wird.

## Herkunft
Der Titel gehört von seiner Herkunft her in die gleiche Kategorie wie Hofrat oder Geheimrat. Er hat seinen Ursprung in dem Brauch, einen Rat von besonders kompetenten Personen um einen Souverän zu bilden. Hierbei handelte es sich jedoch nicht um ein Leitungsgremium im heutigen Sinne, sondern um die Fortführung der mittelalterlichen Praxis der Verpflichtung zu auxilium et consilium seitens der Getreuen ihrem Herrn gegenüber.

## Praxis
Mit dem Titel werden üblicherweise verdiente Geistliche, oft Pfarrer nach Eintritt in den Ruhestand, ausgezeichnet. In der römisch-katholischen Kirche tragen vom Bischof damit geehrte Priester den Titel Bischöflicher Geistlicher Rat (BGR) oder einfach nur Geistlicher Rat (GR). Im Erzbistum Paderborn werden verdiente Geistliche, die den Titel als Ehrentitel verliehen bekommen, zum Geistlichen Rat ad honorem ernannt. In verschiedenen Ländern war es üblich, dass auch der Souverän Geistliche Räte ernennen konnte, so z. B. im Königreich Bayern, wo diese Priester als Königlicher Geistlicher Rat betituliert waren.